# Cross-posting
Cross-posting è un termine inglese, traducibile con invio multiplo, che indica l'inserimento dello stesso messaggio in differenti parti dello stesso strumento di interazione online (forum, newsgroup, ecc.).
Il cross-posting può essere utilizzato per fare promozione o attirare l'attenzione su un determinato tema: un messaggio che compare in differenti spazi sembra essere più importante.
Tuttavia, tale pratica viene solitamente considerata deprecabile nella maggior parte delle netiquette, in quanto la proliferazione dei messaggi appesantisce la lettura, crea confusione nella ricerca dell'informazione e appesantisce inutilmente i database, perciò nella maggior parte dei forum i messaggi di questo tipo sono considerati spam, vengono quindi eliminati e l'utente rischia il ban.